# Will Dennis
William Jonathon Dennis (Reino Unido, 10 de julio de 2000) es un futbolista inglés. Juega de guardameta y su equipo es el AFC Bournemouth de la Premier League.

## Trayectoria
Dennis comenzó su carrera en las inferiores del Luton Town F. C., para luego jugar en la academia del Watford F. C. entre la sub-9 y sub-16.
El guardameta entró a la cantera del AFC Bournemouth en 2016 a los 15 años, siendo promovido al primer equipo en la temporada 2019-20. Antes de eso, fue enviado a préstamo al Guernsey F. C. y el Weymouth F.C. en la temporada 2017-18.
El 11 de diciembre de 2021, Dennis fue enviado a préstamo de emergencia al Wealdstone F. C. de la National League, debutó ese mismo día en la derrota por 1-0 ante el  F. C. Halifax Town.

## Estadísticas
Actualizado al último partido disputado al 11 de diciembre de 2021
| AFC Bournemouth Inglaterra     | 2.ª           | 2020-21       | 0  | 0 | 1 | 0 | 0 | 0 | — | — | 1  | 0 |
| AFC Bournemouth Inglaterra     | 2.ª           | 2021-22       | 0  | 0 | 0 | 0 | 0 | 0 | — | — | 0  | 0 |
| AFC Bournemouth Inglaterra     | Total club    | Total club    | 0  | 0 | 1 | 0 | 0 | 0 | 0 | 0 | 1  | 0 |
| Guernsey Inglaterra            | 8.ª           | 2017-18       | 13 | 0 | — | — | — | — | — | — | 13 | 0 |
| Guernsey Inglaterra            | Total club    | Total club    | 13 | 0 | 0 | 0 | 0 | 0 | 0 | 0 | 13 | 0 |
| Weymouth Inglaterra            | 7.ª           | 2017-18       | 20 | 0 | — | — | — | — | — | — | 20 | 0 |
| Weymouth Inglaterra            | Total club    | Total club    | 20 | 0 | 0 | 0 | 0 | 0 | 0 | 0 | 20 | 0 |
| Wealdstone Inglaterra          | 5.ª           | 2021-22       | 1  | 0 | — | — | — | — | — | — | 1  | 0 |
| Wealdstone Inglaterra          | Total club    | Total club    | 1  | 0 | 0 | 0 | 0 | 0 | 0 | 0 | 1  | 0 |
| Total carrera                  | Total carrera | Total carrera | 34 | 0 | 1 | 0 | 0 | 0 | 0 | 0 | 35 | 0 |
| (1) Incluye datos de la FA Cup |               |               |    |   |   |   |   |   |   |   |    |   |